# Donald Adamson
Donald Adamson (30. března 1939, Culcheth, Lancashire – 18. ledna 2024, Polperro, Cornwall) byl britský historik, autor z kritik a překladatel z francouzské literatury.
Mimo jiné je autorem « Blaise Pascal: Mathematician, Physicist and Thinker about God ».

## Biografie
Studoval na Manchester Grammar School a na Magdalen College v Oxfordu, kde promoval v oboru francouzština a němčina (titul MA 1963). Poté studoval pod Pierre-Georges Castex v Pařížská univerzitě a v roce 1971 získal DPhil (Oxon).
V letech 1969–1989 byl Adamson profesorem v Goldsmiths College na Londýnské univerzitě: a v letech 1983–1986 tam byl i předsedou zkušební komise z moderních jazyků.
Od roku 1989 členem Wolfson College na Cambridgeské univerzitě.

## Díla
Adamsonovy knihy o francouzském romantismu a Oskaru Kokoschkovi zahrnují:
- Les Romantiques français devant la peinture espagnole, listopad 1988;[6]
- Pascal's views on Mathematics and the Divine, listopad 2005;[7]
- Oskar Kokoschka at Polperro, listopad 2009;[8]
- Researching Kokoschka, listopad 2010 («The Cornish Banner»).

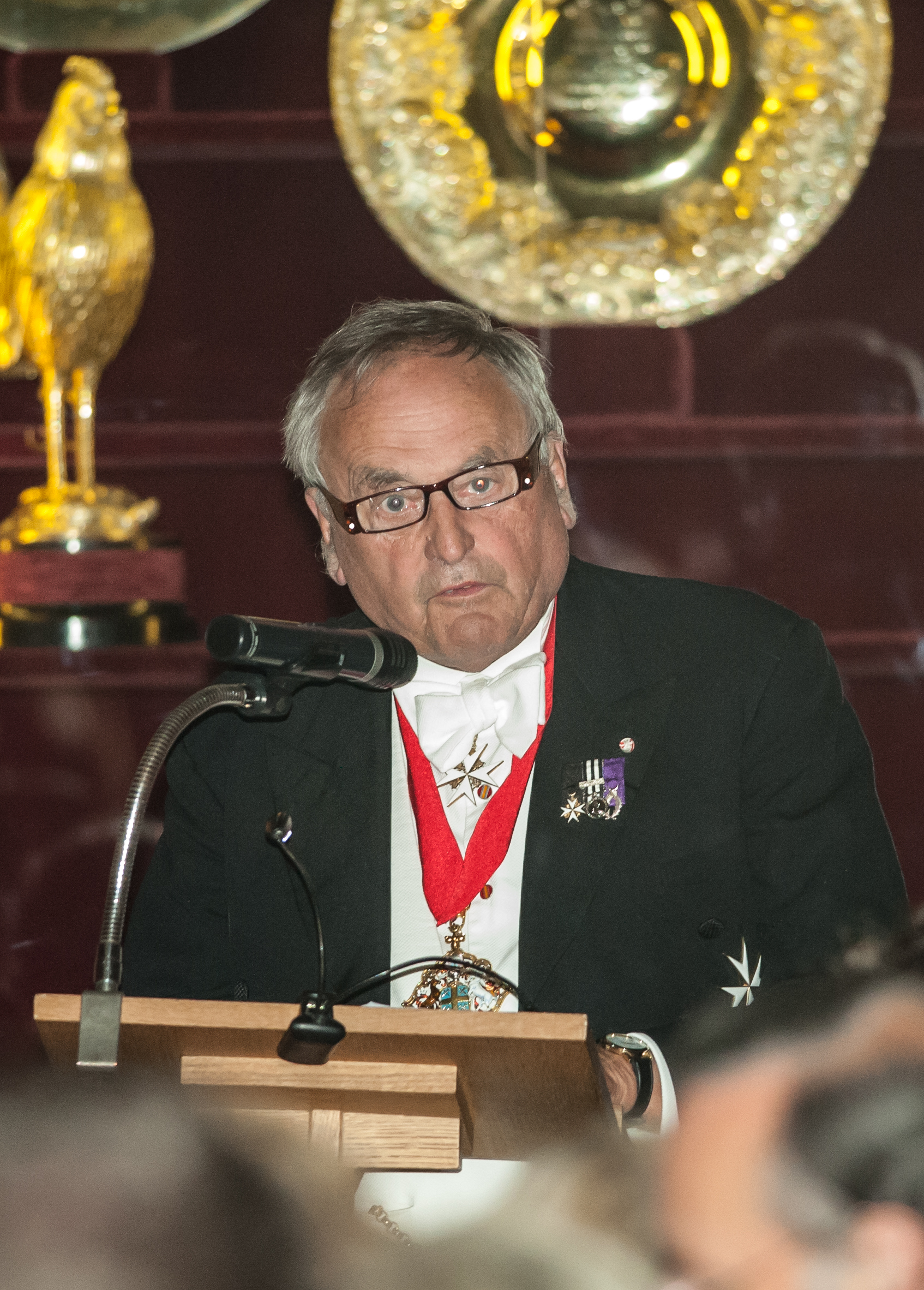
Adamson v Londýně 2013

## Vyznamenání a ocenění
Dr. Adamson obdržel mnoho vyznamenání:
- – Rytíř řádu Akademických palem
- – Rytíř z justiční řádu svatý Jana[9]
- – Krzyżem pro Merito Melitensi
- – Důstojník řádu Umění a Literatury;

Byl členem:
- - Royal Society of Literature (FRSL)
  - Royal Historical Society (FRHistS)
  - Society of Antiquaries of London (FSA)
  - Chartered Institute of Linguists (Hon FCIL).